# JoJo Siwa
JoJo Siwa, de son vrai nom Joelle Joanie Siwa, est une danseuse, chanteuse, actrice et personnalité de YouTube américaine née le 19 mai 2003 à Omaha (Nebraska). Elle est connue pour être apparue pendant deux saisons dans l’émission de télé-réalité Dance Moms avec sa mère, Jessalynn Siwa, et pour ses singles Boomerang et Kid in a Candy Store. Siwa publie des vidéos quotidiennes de sa vie quotidienne sur ses chaînes TikTok et YouTube, JoJo Siwa TV et It's JoJo Siwa.

## Enfance et carrière

### 2003 - 2016: Enfance et Dance Moms
Joelle Joanie Siwa est née à Omaha, dans le Nebraska, le 19 mai 2003, fille d'une professeure de danse professionnelle, Jessalynn Siwa et du chiropracteur Tom Siwa,. Elle a un frère, Jayden Siwa, qui est aussi un vlogger.
Siwa figurait parmi les cinq finalistes de la deuxième saison de la série Ultimate Dance Competition de Abby Lee Miller et était la plus jeune concurrente de la saison 2. Elle est apparue dans l'émission avec sa mère et a été éliminée à la 9ème semaine. En 2014, Siwa a commencé à auditionner pour l'équipe de compétition de danse ALDC d'Abby Lee Miller et a été sélectionnée pour l'équipe au début de 2015.  Au même moment, elle a commencé à apparaître dans l'émission de télé-réalité Lifetime Dance Moms, qui suit l'équipe d'ALDC,.

### 2016 - présent: Carrière musicale
En mai 2016, Jojo Siwa a publié les clips de ses premières chansons I Can Make U Dance et Boomerang sur sa chaine Youtube. cette dernière abordant le sujet de l'intimidation en ligne a été visionnée plus de 450 millions de fois et a reçu plus de 2,5 millions de «like». En 2018, Siwa a été nommée Artiste d'évasion de l'année par Vivid Seats (en).
En 2018, Siwa a annoncé qu'elle participerait à sa première grande tournée de concerts en 2019, intitulée D.R.E.A.M. Le tour. Il est prévu de visiter un mélange de théâtres, d'amphithéâtres et de stades en plein air, ainsi que des arénas en salle dans un total de 52 villes des États-Unis et du Canada. De plus, d'autres représentations auront lieu au Royaume-Uni. La tournée devrait débuter à Phoenix, en Arizona, le 17 mai. La première étape de la tournée s'est terminée le 26 juin à Austin, au Texas, avant de reprendre pour la deuxième étape le 10 juillet à Orlando, en Floride. La date finale du match retour était prévue pour le 20 août à Vancouver, Canada.

### Autre activité
Reconnue par le public pour son style de porter de grands nœuds colorés dans ses cheveux, Siwa a lancé une ligne de ces mêmes nœuds en 2016: JoJo's Bows, qui est vendue dans les boutiques de Claire's. Au Royaume-Uni, ces nœuds ont finalement fait l’objet d’une interdiction dans les écoles primaires lorsque les enseignants ont découvert que les élèves qui n’avaient pas les moyens d’acheter ces nœuds, vendus entre 8 et 12 livres sterling environ, étaient malmenés par leurs pairs. Les écoles secondaires ont également invoqué l'interdiction comme une distraction, une atteinte à la concentration des élèves et une violation des codes vestimentaires de l'école. En 2017, Siwa, dont les nœuds sont très présents dans ses vidéos de musique et dans sa garde-robe générale, a déclaré qu'ils étaient « un symbole de pouvoir, de confiance en soi, de conviction. »
Siwa s'est par la suite associée au grand magasin américain J. C. Penney pour lancer une ligne d'accessoires, un décor de chambre et une poupée à son image, et a publié plusieurs livres destinés aux jeunes enfants.

## Filmographie

### Émissions
| Année   | Titre                                          | Notes                                                   |
| ------- | ---------------------------------------------- | ------------------------------------------------------- |
| 2013    | Abby's Ultimate Dance Competition              | Contestant, 10 episodes                                 |
| 2015    | The View                                       | Performed in group dance "Together We Stand"            |
| 2015    | Good Day L.A.                                  | Guest                                                   |
| 2015    | Good Day New York                              | Guest                                                   |
| 2015–16 | Dance Moms                                     | Season 5 - 6                                            |
| 2016    | Nickelodeon's Ultimate Halloween Costume Party | Ghost/Creepy Girl                                       |
| 2016    | Make It Pop                                    | Guest                                                   |
| 2016    | Bizaardvark                                    | Invitée                                                 |
| 2016    | The Thundermans                                | Invitée; episode: "Thundermans: Banished!" (Nora's Fan) |
| 2017    | Nickelodeon's Not-So-Valentine Special         | Girl with Heart / Dancer                                |
| 2017    | Nickelodeon's Ultimate Halloween Haunted House | -                                                       |
| 2017    | Lip Sync Battle Shorties                       | -                                                       |
| 2017    | School of Rock                                 | Audrey                                                  |
| 2017    | JoJo Siwa: My World                            | -                                                       |
| 2018    | The JoJo and BowBow Show Show                  | Elle-même, Web Series                                   |
| 2019    | JoJo's Dream Birthday                          | Jojo                                                    |
| 2019    | SpongeBob's Big Birthday Blowout               | Cameo                                                   |
| 2019    | All That                                       | Season 11, Invitée                                      |
| 2019    | JoJo's Follow Your D.R.E.A.M                   | Jojo                                                    |
| 2020    | The Masked Singer                              | Elle-même (déguisée en T-Rex)                           |
| 2021    | Dancing with the Stars                         | Elle-même                                               |
| 2022    | So You Think You Can Dance                     | Elle-même, juge de la saison 17                         |

### Films
- 2018 : Oups! (Blurt!) : Victoria
- 2019 : The Angry Birds Movie 2 : Jay
- 2021 : The J Team : JoJo

## Discographie

### Singles
- 2015: I Can Make U Dance
- 2016: Boomerang
- 2017: Kid In A Candy Store
- 2017 : Hold The Drama
- 2018: Every Girl's A Super Girl
- 2018 : High Top Shoes
- 2018 : Only Getting Better
- 2019 : Bop!
- 2020 : Worldwide Party - Remix
- 2020 : Nonstop
- 2024 : Karma
- 2024 : Guilty Pleasure
- 2024 : Iced Coffee
- 2025 : Bulletproof

## Livres
- Jojo's Guide To The Sweet life : #PeaceOutHaterz (2017)
- Things I love : A Fill-In Friendship Book (2018)
- Jojo Loves Bowbow : A Day In The Life Of The World's Cutest Canine (2018)
- Jojo's Guide To Making Your Own Fun : #DoItYourself (2018)
- Take The Stage : Jojo And Bowbow Book #1 (2018)
- Candy Kisses : Jojo And Bowbow Book #2 (2019)
- The Posh Puppy Pageant : Jojo And Bowbow Book #3 (2019)
- Jingle Bows And Mistletoe (Jojo And Bowbow Super Special) (2020)
- The Great Beach Cake Bake (2020)
- Spring Break Double Take (Jojo And Bowbow Book #8) (2021)

## Récompenses et nominations
| Année | Récompense                      | Category                                         | Nomination                                         | Résultat   | Ref.   |
| ----- | ------------------------------- | ------------------------------------------------ | -------------------------------------------------- | ---------- | ------ |
| 2015  | Industry Dance Awards           | Dancers Choice Awards Favorite Dancer 17 & Under | JoJo Siwa                                          | Nomination | [ 18 ] |
| 2016  | Industry Dance Awards           | Dancers Choice Awards Favorite Dancer 17 & Under | JoJo Siwa                                          | Lauréat    | [ 19 ] |
| 2016  | Reality Television Awards       | Most Heartfelt Moment                            | Dance Moms                                         | Lauréat    |        |
| 2017  | Nickelodeon Kids' Choice Awards | Favorite Viral Music Artist                      | JoJo Siwa                                          | Lauréat    |        |
| 2018  | Nickelodeon Kids' Choice Awards | Favorite Musical YouTube Creator                 | JoJo Siwa                                          | Lauréat    |        |
| 2019  | Nickelodeon Kids' Choice Awards | Favorite TV Host                                 | Nick Cannon & JoJo Siwa (Lip Sync Battle Shorties) | Nomination |        |
| 2019  | Nickelodeon Kids' Choice Awards | Favorite Social Music Star                       | JoJo Siwa                                          | Lauréat    |        |